# Xã Northview, Quận Webster, Missouri
Xã Northview (tiếng Anh: Northview Township, trước đây còn gọi Xã West Ozark) là một xã thuộc quận Webster, tiểu bang Missouri, Hoa Kỳ. Năm 2010, dân số của xã này là 1.726 người.